# Edward Ozimek
Edward Ozimek (ur. 21 stycznia 1939, zm. 3 lipca 2021) – polski fizyk i akustyk, profesor nauk fizycznych, specjalizował się w akustyce, akustyce pomieszczeń, akustyce stosowanej oraz psychoakustyce, nauczyciel akademicki Uniwersytetu im. Adama Mickiewicza w Poznaniu.

## Życiorys
Studia z fizyki ukończył na poznańskim UAM w 1961, gdzie następnie został zatrudniony i zdobywał kolejne awanse akademickie. Doktoryzował się w 1969. W 1985 został szefem laboratorium psychoakustyki i akustyki pomieszczeń. W latach 1981–1985 pełnił funkcję dyrektora Instytutu Akustyki. Tytuł naukowy profesora nauk fizycznych został mu nadany w 1989 roku. Na macierzystym Wydziale Fizyki UAM pracował jako profesor zwyczajny w Zakładzie Akustyki Pomieszczeń i Psychoakustyki Instytutu Akustyki. 
Był członkiem Polskiego Towarzystwa Akustycznego oraz Acoustical Society of America. Od 1972 zasiadał w Komitecie Akustyki PAN. 
Syn Feliksa i Wiktorii. Żonaty z Ewą Sobczak, z którą miał 4 dzieci. Odznaczony m.in. Złotym Krzyżem Zasługi oraz Krzyżem Kawalerskim Orderu Odrodzenia Polski.
Pochowany na cmentarzu Miłostowo w Poznaniu.

## Wybrane publikacje
- Akustyka laboratoryjna. Cz. 3 (wraz z A. Śliwińskim), PWN 1974
- Badania nad zmianą struktury widmowej dźwięku rozchodzącego się w pomieszczeniu zamkniętym, UAM 1977
- Podstawy teoretyczne analizy widmowej sygnałów, PWN 1985, ISBN 83-01-06188-X
- Przeciwdziałanie zagrożeniom zdrowotnym, środowiskowym i społecznym (współredaktor pracy zbiorowej), Wydawnictwo Bonami, Poznań 2004, ISBN 83-89621-04-5
- Dźwięk i jego percepcja, PWN 2002, ISBN 83-01-13772-X
- Zdrowie – dobro wspólne (redaktor pracy zbiorowej), Wydawnictwo Bonami, Poznań 2006, ISBN 83-89621-48-7
- ponadto artykuły publikowane w czasopismach naukowych, m.in. w "Archives of Acoustics", "Journal of Audiology", "Applied Acoustics" oraz "Speech Communication"[3][7][8]